# .mw
.mw – domena internetowa przypisana dla stron internetowych z Malawi. Została utworzona 3 stycznia 1997. Zarządza nią Malawi Sustainable Development Network Programme (Malawi SDNP).